# Izabelin (województwo lubelskie)
Izabelin – kolonia w Polsce położona w województwie lubelskim, w powiecie parczewskim, w gminie Sosnowica.
W latach 1975–1998 miejscowość administracyjnie należała do województwa chełmskiego.
Wieś wchodzi w skład sołectwa Sosnowica-Dwór.
Wierni Kościoła rzymskokatolickiego należą do parafii Trójcy Świętej w Sosnowicy.